# ARVNレンジャー

ARVNレンジャーのエンブレム

ARVNレンジャー(ARVN Rangers)とは、ベトナム共和国陸軍(南ベトナム軍,Army of the Republic of Vietnam 略称ARVN)のレンジャー部隊である。ベトナム語ではBiệt Ðộng Quân(別働軍、BDQ)と呼ばれ、英語圏では単にVietnamese Rangersとも表記された。ARVNレンジャーはアメリカ陸軍から軍事顧問として派遣されたグリーン・ベレーやレンジャー部隊による援助を受けており、特に重要な任務として越境及び「索敵撃滅作戦」の遂行が課せられていた。当初は既存の歩兵大隊から抽出された4個中隊を母体に対反乱作戦を目的とした軽歩兵部隊として編成され、後には対反乱作戦を任務の一部としながらも共和国軍の中で特に自由な作戦活動を認められた部隊の1つとなった。

## 歴史

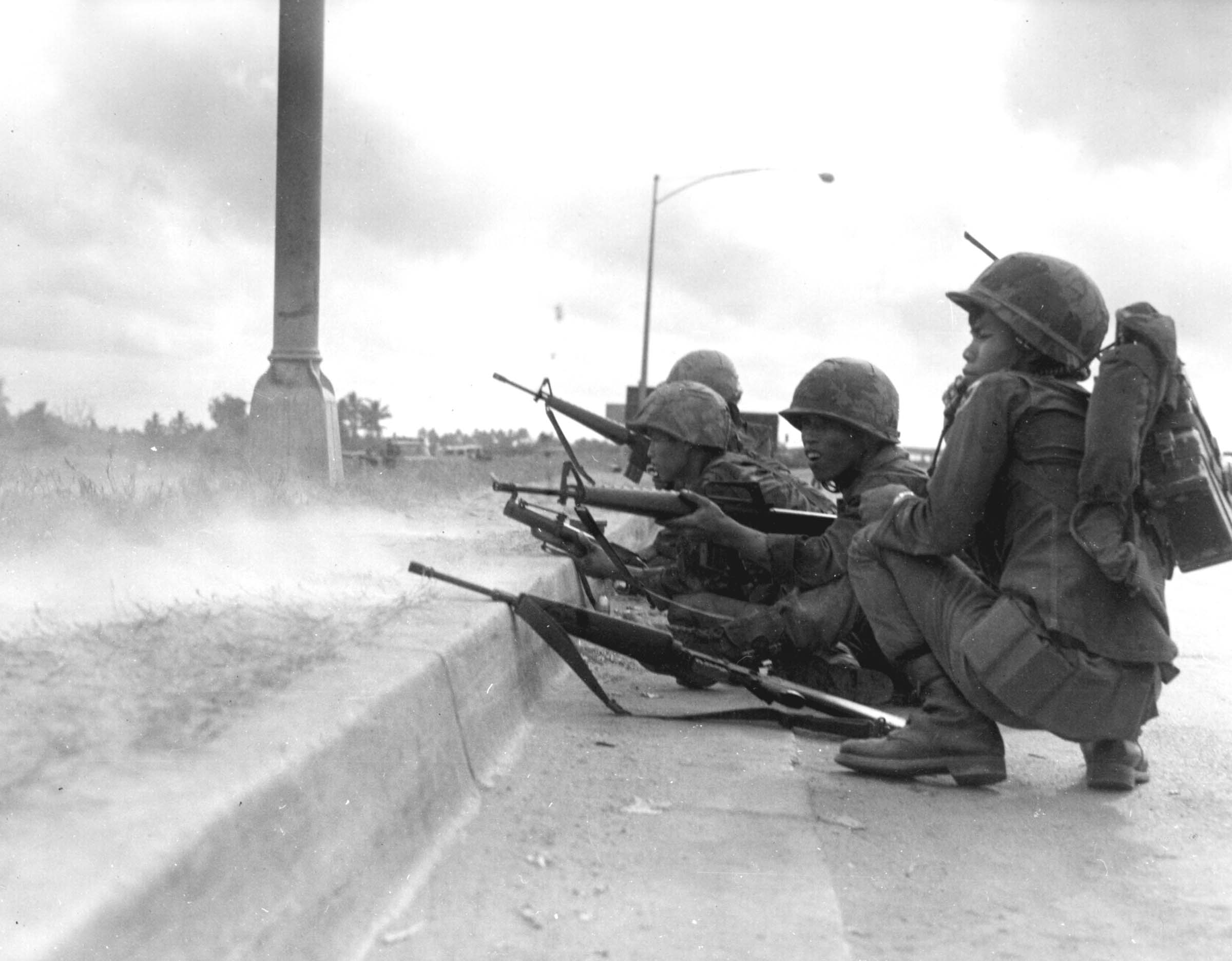
作戦行動中のARVNレンジャー。1968年、テト攻勢下のサイゴンにて

1951年、フランスはニャチャンにてコマンドー部隊学校を設置した。1956年にはアメリカ軍から派遣された軍事顧問団がフランス軍の役割を引き継ぎ、コマンドー部隊学校はレンジャー学校と改名された。1960年、ベトナム戦争が本格化するに従い、ARVNレンジャーの創設が決定された。こうして結成されたARNVレンジャー(BDQ)だったが、当初は機動訓練部隊(Mobile Training Team, MTT)、レンジャー訓練センター(Ranger Training Center, RTC)、南ベトナム軍事援助司令部(Militarly Assistance Command,Vietnam, MACV)などの部隊ごとに所属する米陸軍レンジャー部隊の軍事顧問らが個別に編成していた。また少数のARVNレンジャー将校は、フォート・ベニングのアメリカ陸軍レンジャー学校に派遣された。
1962年の段階でARVNレンジャーは反乱鎮圧を目的とした特殊大隊内の1個中隊として編成されたが、1963年には大隊に拡大された上で独立を果たし、その任務も反乱鎮圧より各種の軽歩兵的作戦活動に比重が置かれるようになった。1966年にはレンジャー大隊でタスクフォースの結成が行われ、各軍団単位でレンジャー群(Ranger Group)の編成が行われた。この軍団単位でのレンジャー編成という構造は米軍の撤兵が始まる1970年まで維持された。その後、かつて米陸軍第5特殊部隊グループ(5th Special Forces Group)の指揮下でラオス・カンボジア国境に展開していた民間不正規戦グループ(CIDG)はARVNレンジャーの指揮下に移った。この頃からARVNレンジャーでは国境警備任務の比重も大きくなりつつあった。14,534人のCIDG隊員は37個戦闘大隊に再編成され、ARVNレンジャーの戦力を倍増させた。ARVNレンジャーはサイゴン陥落が迫る1970年代初頭まで、落下傘部隊や海兵隊と共に共和国陸軍の中でも特に人気のある部隊だった。
ベトナム戦争末期の1975年、ARVNレンジャーはほぼ完全に壊滅した。サイゴン政府の崩壊後も、多くのARVNレンジャー隊員は降伏を拒否して抗戦を続けたのである。例えばサイゴンに展開したARVNレンジャーは、サイゴン政府が公式に降伏し全軍に武装解除命令を下す4月30日の朝まで戦い続けた。
ベトナム共和国の消滅後、ARVNレンジャーの隊員は共産主義政府によって極めて危険な分子と見なされ、ほぼ全員が再教育キャンプにおける長期服役を宣告された。

## 組織

### 軍団付レンジャー連絡員(Corps Ranger Liaisons)
共和国陸軍の軍団(Corps)及び軍団戦術区域(CTZ)には、45人から52人のレンジャー隊員で編成されたレンジャー連絡小隊(Ranger liaison platoons)が設置されていた。連絡小隊はレンジャーの投入に関する必要性を議論する役割を担っていた。

### レンジャー(Rangers)
1975年の段階で、共和国陸軍には18個のレンジャー群が存在し、全体で54個レンジャー大隊の規模を誇った。ただし、この内で実際にレンジャー隊員で編成されていたのはわずか22個大隊で、残りはベトナム化後にCIDGやマイク・フォースを再編した国境レンジャー(Border Rangers)であった。
以下は1973年1月段階のARVNレンジャーの構成である。
- 第1レンジャー群(1st Ranger Group) - ダナン(第1軍団)
- 第2レンジャー群(2nd Ranger Group) - プレイク(第2軍団)
- 第3レンジャー群(3rd Ranger Group) - ビエンホア(第3軍団)
- 第4レンジャー群(4th Ranger Group) - チロン(当初は第44戦術区域、後に第4軍団)
- 第5レンジャー群(5th Ranger Group) - ビエンホア(第3軍団)
- 第6レンジャー群(6th Ranger Group) - ビエンホア(第3軍団)
- 第7レンジャー群(7th Ranger Group) - サイゴン、空挺師団付
- 第41レンジャー国境警備群(41st Ranger Border Defense Group) - チロン司令部
- 第42レンジャー国境警備群(42nd Ranger Border Defense Group) - チロン司令部
- 第81レンジャー群(空挺)(81st Ranger Group (Airborne)) - ビエンホア

第3、第5、第6レンジャー群は第3レンジャー・コマンド(Third Ranger Command)として新たな師団級部隊を編成する事が想定されていたものの、重火器等の不足によって断念されている。仮に編成された場合、22個のARVNレンジャー大隊は全てこれに所属することとされていた。

### 国境レンジャー(Border Rangers)
1973年にはさらに33個のレンジャー国境警備大隊(Ranger Border Defense Battalions)が編成された。国境レンジャーにはかつてアメリカ軍の指導下で編成されたCIDGの隊員ら14,365名が所属した。また1個国境警備大隊は465名で編成されており、575名から650名で編成された正規レンジャー大隊よりもやや小規模であった。
1975年3月には3個レンジャー国境警備大隊を1つのレンジャー群とする部隊の再編成が行われ、次のレンジャー群が設置された。
- 第21レンジャー群(21st Ranger Group)
- 第22レンジャー群(22nd Ranger Group)
- 第23レンジャー群(23rd Ranger Group)
- 第24レンジャー群(24th Ranger Group)
- 第25レンジャー群(25th Ranger Group)

### 第81レンジャー群(81st Ranger Group)
第81レンジャー群は元々プロジェクト・デルタの元で編成され、ARVNレンジャーの中でもやや特殊な部隊である。1964年11月1日、第91空挺レンジャー大隊(91st Airborne Ranger Battalion)として、モンタニヤードの3個中隊で結成された。1965年には4個中隊まで拡大され、1966年には第81レンジャー大隊(81st Ranger Battalion)として再編成された。第81レンジャー大隊は6個中隊からなり、将兵は全てがベトナム人であった。第81レンジャー大隊は公的にはレンジャー司令部ではなく共和国陸軍特殊部隊(LLDB)司令部の指揮下にあるとされた。実態としてはプロジェクト・デルタによって運用されており、LLDBによって運用されたのは2個中隊のみであった。偵察チームの救援、および偵察チームが発見した標的への攻撃など即応部隊としての任務が主に与えられ、また包囲下の特殊部隊駐屯地に対する救援も行った。彼らはテト攻勢前後のサイゴンにて効果的に市街戦を戦った。
第81レンジャー大隊は3個レンジャー中隊にデルタチームを加えて7個中隊まで拡大され、これに伴い第81レンジャー群(81st Ranger Group)と改称された。所属する隊員は全員が空挺隊員の資格を有し、共和国陸軍G-2が直接運用した。
1975年にはトランロンのテイリンに本部が設置され、本部には7個レンジャー中隊及び1個降下誘導中隊が所属した。兵力は920人～1200人程度であった。

## 制服・装備類
ARVNレンジャーでは共和国陸軍で用いられる通常の制服及び野戦服も支給されていたが、米陸軍のOG-107野戦服や迷彩服を着用した姿でよく知られる。彼らのヘルメットには、大きな黄色の星と黒豹が描かれていた。またベレー帽はマルーンないし茶色で、フランス式に着用した。帽章の意匠は「羽根の生えた矢」である。同様のベレー帽はアメリカ軍及びオーストラリア軍の軍事顧問も着用した。第81大隊ではLLDBと同様の緑色のベレー帽を着用した。

## 訓練
1960年、ダナン、ニャチャン、ソンマオの演習場にてレンジャー訓練施設が設置された。ニャチャンの訓練施設は1961年にドクマイへ移転され、また中隊ないし大隊規模での訓練が行える施設が後にチュンラップに設置された。ARVNレンジャーはその高い戦闘能力を維持するべく、訓練生であっても定期的に各レンジャー中隊にて実戦を経験するものとされた。レンジャー課程を修了したものには、剣を交差させた意匠のレンジャー記章が与えられた。
レンジャー訓練センターでは、ジャングル戦や山岳戦など、レンジャー部隊による実戦を想定した厳しい訓練が実施された。このため、共和国陸軍においてレンジャー訓練センターは「製鋼所」の通称で知られていた。